# Dorstenia colombiana
Dorstenia colombiana är en mullbärsväxtart som beskrevs av José Cuatrecasas. Dorstenia colombiana ingår i släktet Dorstenia och familjen mullbärsväxter. Inga underarter finns listade i Catalogue of Life.